# کامیشنکا (شهرستان تابونسکی، سرزمین آلتای)
کامیشنکا (به لاتین: Kamyshenka) یک منطقهٔ مسکونی در روسیه است که در سرزمین آلتای واقع شده‌است.